# レトルタモナス目
レトルタモナス目 (レトルタモナスもく、Retortamonadida) は動物の腸管に棲息する単細胞の鞭毛虫から成る分類群である。有判鞭毛虫、ハラヒゲムシ類とも。これまでに2属50種近くが知られている。ヒトの腸から見付かるメニール鞭毛虫が代表的であるが、これを含め特に病原性を示すものは知られていない。

## 形態
細胞の大きさは5μmから20μm。2本または4本の鞭毛を持ち、そのうち1本は腹側の細胞口と関係した後曳鞭毛 (recurrent flagellum) でひれ状の突起が付いている。典型的なミトコンドリアを欠いており、これまでのところマイトソームも確認されていない。ゴルジ体もないとされる。

## 生態
ほとんどが寄生性で、昆虫や脊椎動物の腸や総排泄腔に棲息し、腸内細菌を捕食している。耐久性のあるシストを作り、これによって次の宿主へ伝播すると考えられている。自由生活性のものも報告されている。

## 分類
レトルタモナス目は、古典的な分類体系では動物性鞭毛虫綱に含めていたが、分子系統解析によればエクスカバータのうちフォルニカータに属している。
1科2属を含む。
- レトルタモナス科 Retortamonadidae
  - レトルタモナス Retortamonas - 鞭毛が2本。ヒトの盲腸などに棲息するメニール鞭毛虫 Chilomastix mesnili や腸レトルタモナス Retortamonas intestinalis が知られているが、現在のところ病原性はないと考えられている。
  - キロマスティクス Chilomastix - 鞭毛が4本。